# Мукополисахаридоза
Мукополисахаридозе скраћено МПС је група ретких наследних метаболичких болести које карактерише накупљање различитих продуката у ткивима због недостатка лизосомских ензима који учествују у разградњи гликозаминогликана (ГАГ). Због поремећене разградње гликозаминогликани се таложе у лизозомима, у којима доводе до поремећене функције ћелија, ткива и органа. У литератури је описано 11 типова и подтипова мукополисахаридоза, који се међусобно разликују у односу на ензим чија је функција неадекватна.
Симптоми мукополисахаридоза најчешће се манифестују у детињству, али не тако често приписују се другим болестима, због недовољних знања о овим ретким болестима и кашњења са дијагнозама, што може имати озбиљне последице по здравље пацијената и дужину њиховог живота. Како је данас, значајно унапређена дијагностичка техника, омогућено је брже одређивање ензимске активности и постављање ране дијагнозе, што болесницима од мукополисахаридозом омогућава квалитетнији и дужи живот.
Клинички, болест може варирати од благих телесних промена праћених нормалним интелектуалним развојем и нормалним животним веком до тешких оштећења многих органа и система и скраћеним животним веком.
Не постоји одговарајући лек, али за одређене типове мукополисахаридоза постоји ензимска заменска терапија која је за сада доступна за МПС тип 1, МПС тип 2 и МПС тип 6. Како ензим не пролазе крвно-мождану баријеру, ензимска терапија у лечењу нема дејство на централни нервни систем. Описани су почетни резултати лечења матичним ћелијама и лечења редукцијом супстрата, али то захтева даља истраживања и бројне студије.

## Епидемиологија
Фреквенција
Преваленце мукополисахаридоза су следеће:
- мукополисахаридоза тип I H, 1-2 случајева на 100.000 становника;
- мукополисахаридоза типа I S, 1 случај на 250.000 становника;
- мукополисахаридоза типа II, 1 случај на 100.000 становника;
- мукополисахаридоза тип III, 1 случај на 25.000-75.000 становника;
- мукополисахаридоза типа IV, 1 случај на 40.000-200.000 становника.

Преваленције мукополисахаридозе типа VI, VII и IX / С нису познате, али преваленца мукополисахаридозе тип IX / С приближава се типу мукополисахаридозе I-S.
Према америчким националним институтима за здравље, и студије из Канади процењено је да се 1 од 100.000 беба рођа са Хурлеровим синдромом.
Процена за Hurler-Scheie синдрома је 1 у 115.000, а код Scheie синдрома је 1 на 500.000.
Извршена епидемиолошка студија мукополисахаридоза у западној Аустралији која је користила више извора утврдила је следећу процене стопа инциденце за период 1969-1996. годину:
- отприлике 1 случај код 107.000 живорођених са мукополисахаридозом типа I-H (Хурлеровфенотип);
- 1 случај код 320.000 живорођених (1 у 165.000 мушких живорођених) за мукополисахаридозу тип II (Хунтеров синдром);
- 1 случај у 58.000 за мукополисахаридозу тип III (Санфилипов синдром);
- 1 случај у 640.000 за мукополисахаридозу тип IV-A (Morquio синдром тип A); и
- 1 случај у 320.000 за мукополисахаридозу тип VI (Maroteaux-Lamy syndrome).

Укупна инциденца код свих врста мукополисахаридозе је била приближно 1 случај код 29.000 живорођених.
Murphy са сарадницима вршио је процену инциденције (2001—2006) и преваленције (према попису из 2002. године) мукополисахаридозе типа I у Републици Ирској користећи популационе податке. Инциденца за овај период је била 1 случај у 26.206 рођених, са учесталошћу од 1 случај у 81 рођених. Напомињемо да су 19 (73%) пацијената од 26 са Хурлеровим синдромом били Ирски путници. Међу Ирским путницима, инциденција је била 1 случај код 371 особа, са носиоцем учесталости од 1 случаја код 10 особа. Ово је највећа забележена инциденција широм света.
Према студији о учесталости за период од 1975. до 2004. године у Шведској и Данској, од 1979. до 2004. и Норвешкој, инциденца свих мукополисахаридоза била је 1,75 случајева у Шведској, 3,08 случајева у Норвешкој и 1,77 случајева у Данској на 100 000 новорођенчади, са инциденцом МПС типа I у све три земље, која је била: 0,67, 1,85 и 0,54 случајева на 100. 000 новорођенчади, за мукополисахаридозу тип II, учесталост је била 0,27, 0,13 и 0,27 случајева. Код пацијената са другим типовима мукополисахаридозе, инциденца се значајно разликовала. Преваленца свих поремећаја мукополисахаридозе била је 4,24, 7,06 и 6,03 случаја на милион становника у Шведској, Норвешкој и Данској. Тренутно нема познатих случајева Scheie синдрома у Шведској, али постоји неколико особа са овом формом МПС у Норвешкој и Данској. Међутим можда има особа у Шведској са овим синдромом који нису прецизно дијагностиковани.

## Етиопатогенеза
Мукополисахаридозе су група наследних метаболичких болести узрокованих одсуством или нефунмкицоналним деловањем одређених ензима потребних за разградњу молекула званих гликозаминогликани - дугих ланаца угљених хидрата у свакој од наших ћелија који помажу у изградњи кости, хрскавице, тетива, рожњаче, коже и везивно ткиво. Гликозаминогликани (раније названи мукополисахариди) такође се налазе у течности која „подмазује” наше зглобове.
Особе са мукополисахаридозом или не производе довољно једног од 11 ензима потребних да разградњу наведених шећерних ланаца у протеине и једноставније молекуле или производе ензиме који не функционишу исправно.
Током времена, продукти неразграђшених гликозаминогликани се сакупљају у ћелијама, крви и везивним ткивима, што резултује сталним, прогресивним оштећењем ћелија, и променом:
- изгледа појединца,
- физичке способности,
- функционисања органа и органских система,
- когнитивног развоја — у већини случајева.

## Генетика
Процењује се да ће нпр. само у САД рађа 1 од 25.000 беба са неки обликом мукополисахаридоза. Већина мукополисахаридоза су аутозомни рецесивни поремећаји, што значи да су погођене само особе које наслеђују дефектни ген од оба родитеља. (Изузетак је МПС тип II, или Хантеров синдром, у којем само мајка преноси сину дефектни ген)
Када обоје у пару имају дефектни ген, свака трудноћа носи са собом једну четврту могућности да ће дете дете оболети од мукополисахаридоз. При томе треба имати у виду да родитељи, браћа и сестре оболелог детета не морају имати никакав знак поремећаја. Неограничени број браће и родитељи детета са једним од мукополисахаридозе који у себи носе рецесивни ген, исти могу преносити на своју децу.

## Фактори ризика
Уопштено, следећи фактори могу повећати шансу за настанак или генско преношење болести:
- Породична историја генетске болести.
- Родитељи који су уско повезани или су део различитог етничког или географског круга.
- Родитељи који не показују симптоме болести, али у себи носе ген болести.

Мукополисахаридозе су класификоване као болести лизозомског складиштења, јер се код овог поремећаја уместо да се велики број молекула нормално разграђује или деградира у мање делове у интрацелуларним јединицама названим лизозомима, они гомилају у штетним количинама у ћелијама и ткивима тела, посебно у лизозомима.

## Типови мукополисахаридоза
До данас је познато да једанаест различитих лизозомских ензимских аномалија узрокује 7 различитих и признатих фенотипова и неколико подтипова МПС, који су приказани на овој табели:
| Tип     | Назив                                                 | Дефицијенција ензима                           | Производ акумулације                                       | Знаци и симптоми                                                                                                   |
| ------- | ----------------------------------------------------- | ---------------------------------------------- | ---------------------------------------------------------- | --- |
| МПС I   | Хурлеров синдром Hurler-Scheie синдром Scheie синдром | Алфа-L-индуронидаза                            | - хепаран сулфат - дерматин сулфат                         | - Ментална ретардација - Микронација - Макроглосија - Дегенерација ретине - Корнеална замућеност - Кардиомиопатија |
| МПС II  | Хантеров синдром                                      | Индуронат сулфатаза                            | - хепаран сулфат - дерматин сулфат                         | - Ментална ретардација (симптоми слични Харлеровом синдрому, само блажи)                                           |
| МПС III | Санфилипов синдром A                                  | Хепаран N-сулфатаза                            | - дерматин сулфат                                          | - Кашњење у развоју - Тешка хиперактивност - Моторна дисфункција - Смрт у другој деценији живота                   |
| МПС III | Санфилипов синдром B                                  | Алфа-N-ацетилглукозаминидаза                   | - хепаран сулфат                                           | - Кашњење у развоју - Тешка хиперактивност - Моторна дисфункција - Смрт у другој деценији живота                   |
| МПС III | Санфилипов синдром C                                  | Ацетил CoA: алфа-глукозаминид ацетилтранфераза | - хепаран сулфат                                           | - Кашњење у развоју - Тешка хиперактивност - Моторна дисфункција - Смрт у другој деценији живота                   |
| МПС IV  | Morqui синдром                                        | N-ацетилгалактозамин-6-сулфатаза               | - кератин сулфат - 6-хондроитин сулфат                     | - Тешка скелетна дисплазија - Низак раст - Моторна дисфункција                                                     |
| МПС VI  | Maroteaux-Lamy синдром                                | N-ацетилгалактозамин-4-сулфатаза               | - дерматин сулфат                                          | - Тешка скелетна дисплазија - Низак раст - Моторна дисфункција - Кифоза - Срчани поремећаји                        |
| МПС VII | Sly синдром                                           | Бета глукуронидаза                             | - хепаран сулфат - дерматин сулфат - 4,6-хондроитин сулфат | - Хепатомегалија - Скелетна дисплазија - Низак раст - Корнеална замућеност - Кашњење у развоју                     |

### MPS тип I H
Мукополисахаридозе тип I H (скраћено MPS тип I H) позната и као — Хурлеров синдром, Hurler-Scheie синдром, Scheie синдром је тежак облик мукополисахаридозе тип I болести из група наследних поремећаја узрокованих недостатком специфичних лизозомских ензима укључених у деградацију гликозаминогликанa (скраћено GAGs ) или мукополисахарида. Акумулација делимично деградираних продуката ГАГ-а изазива сметње у ћелији, ткиву и нарушава функције појединих органа.
Недостатак алфа-Л-идуронидазе може довести до широког спектра фенотипског ангажовања са три главна призната клиничка субјекта: Хурлеров синдром (MПС тип I H; 607014), Hurler-Scheie синдром (МПС I H-S; 607015), и Scheie синдром (MPS тип I S). Хурлеров и Scheie синдром представљају два различита фенотипа МПС тип I синдрома — на тежем (МПС I H) и лакшем (МПС тип I S) крају клиничког спектра, док је Hurler-Scheie синдром (MPS тип I S-H) трећи или интермедијерни облик у фенотипској експресији.

### МПС тип II —Хантеров синдром
МПС II, Хунтеров синдром, је узрокован недостатком ензима идуронат сулфатазе. Иако је првобитно био подељен у две групе на основу тежине симптома, МПС II се сада сматра континуираним спектром болести, и једином од мукополисахаридоза у којој само мајка може пренети дефектни ген на сина.
Инциденца МПС II синдрома је процењена на 1 случај на 100.000 до 150.000 живорођене мушке деце.
Тежи облик
Деца са тежим облицима МПС II имају многе истоветне клиничке карактеристике као оне код тешког облика МПС I, али са нешто блажим симптомима. Почетак болести је обично између 2 и 4. године. Назадовање детета у развоју се обично примећује између 18 и 36 месеци, након чега следи прогресиван губитак вештина. Остале клиничке карактеристике укључују:
- грубе особине лица,
- неправилности скелета,
- опструктивне промене у дисајним путевима и респираторне компликације,
- низак раст,
- чврстоћу (контарктуру) у зглобовима,
- дегенерацију мрежњаче (али без њеног облагања),
- комуницирајући хидроцефалус,
- хронични пролив (дијареју),
- увећану јетру и слезину, и
- прогресиван губитак слуха.

Беличасте кожне лезије могу се наћи на горњим партијама руку и ногу и на леђима. Смрт код ове болести настаје због опструкције горњих дисајних путева или кардиоваскуларне инсуфицијенције и обично се јавља до 15 године живота.
Лакши облик
Физичке карактеристике деце са лакшим облицима Хантеровог синдром су мање очигледне а напредак болести је далеко спорији. Дијагноза се често поставља у другој деценији живота. Интелект и друштвени развој нису погођени, а оштећења скелета могу бити мање озбиљни. Може се јавити синдром карпалног тунела на шакама и контрактура зглобов које могу ограничити кретање и раста, па је висина детета нешто мања од нормалне. Остали клинички симптоми укључују:
- губитак слуха,
- слабу периферну видљивост,
- пролив
- апнеју у току сна.

Иако респираторне и срчане компликације могу допринети превременој смрти, у начелу особе са лакшим обликом МПС II — Хантеровог синдрома могу да доживе до 50 година или дуже.

### МПС тип III —Санфилипов синдром
Санфилипов синдром или мукополисахаридоза тип III је болест из групе рецесивно наслеђених метаболичких поремећаја, разградње и депоновања киселих глукозаминогликана у лизозомима, познатих и под називом мукополисахаридозе (МПС). Група ових болести узрокована је недостатком лизозомских ензима потребних за деградацију мукополисахарида или глукозаминогликана (ГАГ), због чега се мукополисахаридозе карактеришу таложењем мукополисахарида у организму и појавом патолошких промена у јетри, централном нервном систему и другим органима. До данас је познато једанаест различитих лизозомских ензимских аномалија, које узрокује 7 различитих и признатих фенотипова МПС. Сви типови мукополисахаридоза наслеђују се аутозомно рецесивно, осим Хантеровог синдрома, који је наслеђује рецесивно преко X хромозома.
Санфилипов синдром настаје као резултат недостатка или одсуства 4 различита ензима који су неопходни за деградирање глукозаминогликана (ГАГ) хепаран сулфата. Сваки од недостатака ензима дефинише другачији подтип Санфилиповог синдрома, па разликујемо:
- тип IIIА (Санфилипо А),
- тип IIIБ (Санфилипо Б), тип IIIЦ (Санфилипо Ц),
- тип IIIД (Санфилипо Д).[8][9][10][11]

Прогноза синдрома за болеснике је лоша. Ток је прогресиван, смрт настаје у спастичкој квадриплегији у другој деценији живота. Лечење је за сада симптоматско. У следећој трудноћи мајкама које су родиле дете оболело од МПС III препоручје се пренатална дијагностика — ензимска анализа из култивисаних хорионских ресица постељице.
Ову мукополисахаридозу, која се сматра најчешћом од маведних генетских поремећаја, са инциденцом 1 случај на 70.000 новорођенчади, први је описао 1963. године на Годишњем састанку америчког педијатријског друштва, амерички педијатар Силвестер Санфилипе (по коме је и сидром добио назив).

### МПС тип IV —Morqui синдром
Процењује се да се МПС тип IV (Morquio синдром) јавља код 1 на 200.000 живорођених. Његова два подтипа резултат су недостајућих или дефектних ензима Н-ацетилгалактозамин-6-сулфатазе (МПС тип IV А) или бета-галактозидазе (МПС тип IV Б), потребних за деградацију кератан сулфатног шећерног ланца.
Клиничке карактеристике MPS IV су сличне у оба типа, али изгледају блаже у МПС тип IV Б. Поремећај се јавља најчешће између 1 и 3 године живота детета. Физички раст је успорен и често се зауставља око 8 година, а деца са тежим облицима МПС 4 најчешће не живе дуже од двадесет или тридесет година.
Неуролошке компликације захватају спинални нерв и врше компресију на корена нерава, што резултује:
- екстремним, прогресивним променама скелета, посебно на ребрима и грудима;
- кондуктивним и / или неуросензитивним губитком слуха
- замагљењем рожњаче.
- очуваном интелигенцијом, осим ако се хидроцефалус развија и не лечи.

Ненормалности скелета укључују:
- промене на грудном кошу,
- деформације или закривљеност кичме,
- скраћење дугих костију
- дисплазију кукова, колена, чланака и зглобова
- кости које стабилизују везу између главе и врата могу се малформисати (одонидна хипоплазија);

Болест прате сметње дисање и болести срца.

### МПС тип VI —Maroteaux-Lamy синдром
Деца са МПС VI - Maroteaux-Lamy синдромом, најчешће имају нормалан интелектуални развој, али испољавају и многе физичке симптоме који су истоветни са онима у тешким облицима МПС I.
Изузев дефицијенције ензима Н-ацетилгалактозамин 4-сулфатазе, болесник са МПС VI има варијабилни спектар тешких симптома и компликација:
- Неуролошке компликације укључују замућене рожњаче, глувоћу, задебљање дуре (мембране која окружује и штити мозак и кичмену мождину) и бол изазвану компримованим или трауматизованим нервима и нервним кореновима.
- Раст је нормалан у почетку, али се изненада зауставља око 8 година. У 10 години, деца скраћеног трупа, чучнутог става и ограничени покрет зглобова. У тежим случајевима, деца такође развијају испупчен абдомен и кривљење кичмен пут напред. Промене скелета (посебно у области карлице) су прогресивне и ограничавају покрет.
- Многа деца такође имају пупчане или ингвиналне киле.
- Скоро сва деца имају неку врсту срчаних обољења, која обично укључују и дисфункцију срчаних валвула.

### МПС тип VII —Sly синдром
Мукополисакаридоза тип VII или енгл. Sly syndrome (скраћено МПС VII) један је од чешћих облика мукополисахаридоза, који се према проценама јавља код мање од 1 од 250.000 порођаја. Поремећај је узрокован недостатком ензима бета-глукуронидазе. У најређим облицима, узрокује рађање деце са феталним хидропсом, у коме се екстремне количине течности задржавају у телу. Преживљавање такве деце је обично неколико месеци или мање.
Неуролошки симптоми могу укључивати благо до умерено интелектуално оштећење до 3 године, пратећи хидроцефалус, компресију нерава, замућење рожњаче и неки од облика губитака периферног и ноћног вида. Остали симптоми укључују успорен раст, одређене форме неправилности у скелету, укоченост у зглобовима са ограниченим кретањем, и пупчане и/или ингвиналне киле. Неки пацијенти могу имали и понављајуће поремећаје дисајних функција плућа током првих година живота. Већина деце са МПС VII живи до тинејџерског или младалачког периода живота.

### МПС тип IX
Од 2001. године пријављен је само један случај ППС тип IX. Поремећај је резултат недостатка хијалуронидазе.
Симптоми укључују нодуларне меке ткивне масе које се налазе око зглобова, са епизодама болног отицања нодула и болова који се спонтано завршавају у року од 3 дана. Радиографија карлице показала је мноштво меких ткива и местимичну ерозију костију. Остали симптоми су благе промене изгледа лица, и нормални покрети зглоба и нормална интелигенција.

## Клиничка слика
Клиничке специфичности мукополисахаридозе зависе од типа синдрома. У већини случајева код болесника се налази:
- карактеристичан „груб” изражај лица,
- коштане деформације,
- укочење (контрактуре) зглобова, присутно је код велике већине болесника,
- сужење горњих дисајних путева, понекад са нападима апнеје током спавања, понекад са потребом за трахеостомијом,
- хепатомегалија и/или спленомегалија,
- болест срчаних залистака, због задебљања и скврчавање срчаних залистака који доводе до митралне и аортне регургитације.
- губитак вида и слуха,
- заостајање у развоју ,
- одређени степен менталне ретардације.
- неуролошки испади,
- синдром карпалног тунела, који се развија као последица притиска на живац медијанус.

Код типова I., IV., VI. и VII. присутно је замућење рожњаче, све до неједнаке рефракције светла и фотофобије. Учестало је и јављање пролива који се каткад смењују са раздобљима опстипације, којима погодује слабост мишића и телесна неактивност.
Због слабости трбушног зида честе су пупчане и/или препонске киле. Са старењем детета проливи обично спонтано престају.
Већина пацијента који болују од МПС имају лош квалитет зубне глеђи и учесталу појаву каријеса.

## Дијагноза
Дијагноза се најчешће поставља на основу клиничког испитивања и анализе урина (вишак мукополисахарида се излучује у урину).
Ензимски тестови (тестирање различитих ћелија или телесних течности у култури за одређивање ензима) такође се користе да би се обезбедила дефинитивна дијагноза једне од мукополисахаридоза.
Пренатална дијагноза помоћу амниоцентезе и узимања узорака хорионских ресица може проверити да ли фетус носи копију дефектног гена или је погођен поремећајем.
Генетско саветовање може помоћи родитељима који имају породичну историју мукополисахаридоза да утврди да ли њихово дете носи мутирани ген који узрокује поремећај.

## Диференцијална дијагноза
Дијагнозе у разматрању
У дијагнози треба имати у виду да осим мукополисахаридоза следеће симптоме: хидроцефалус, рахитис, хипотиорезу, хондродистрофију и епифизну дисплазију, могу имати и:
- Остеогенезис имперфекта
- Рахитис отпорни на витамин Д
- Непрофесионална остеопатија
- Сифилис
- Спондилоепифизална дисплазија
- Метафизијална дисплазија
- Вишеструки недостатак сулфатазе (МСД)
- Муколипидоза I, II, III и IV

Диференцијалне дијагнозе
- Педијатријски сифилис,[14]
- Недостатак сфингомиелиназе,[15]

## Терапија
Тренутно не постоји лек за ове поремећаје. Медицинска нега усмерена је на лечење системских поремећаја и побољшање квалитета оболеле особе.
Физикална терапија и дневна вежба могу умањити проблеме болеснику са заједницом и побољшати му способност кретања.
Промене у исхрани неће спречити прогресију болести, мада ограничавање уноса млека, шећера и млечних производа помаже неким болесницима са прекомерним стварањем слузи.
Хируршко уклањање крајника и аденоидних вегетација може побољшати дисање код појединцима са опструктивним поремећајима дисајних путева и апнејом током спавања. Дијагнозом, спавања могу су проценити стања дисајних путева и према потреби применити ноћна терапија кисеоником. У тежим случајевима може се применити ендотрахеална интубација како би се помогло дисању.
Хирургија такође може уклонити киле, помоћи одвођењу прекомерно акумулиране цереброспиналне течности из мозга и ослободити нерве и нервне корене од компресије изазване скелетним и другим абнормалностима.
Трансплантација рожњаче може побољшати вид болесника са значајним замућењем рожњаче.
Терапије замене ензима, која се показала корисном у смањењу неуролошких симптома и болова, тренутно се користе за МПС I, МПС II, МПС VI и МПС VII а тестира се и у другим поремећајима МПС.
Трансплантација коштане сржи (БМТ) и трансплантација крви пупчане врпце (УЦБТ) засада су имале ограничен успех у лечењу мукополисахаридоза. Абнормалне физичке карактеристике, осим оних које утичу на скелет и очи, могу се побољшати, али се неуролошки исходи разликују. БМТ и УЦБТ су процедуре високог ризика и обично се обављају само након што чланови породице, дају пристанак на интервенцију, након што добију детаљну процену и савет.

## Проблеми болесника и њихових породица
Потешкоће с којима су суочени пацијенти и чланови њихове породице најчешће су последица реткости болести које осим немогућности постављања исправне дијагнозе, односно кашњења у дијагностици, резултује и:
- недостатком информација,
- недостатак научних сазнања о МПС
- социјалним пропустима, због недостатка одговарајуће и квалитетне здравствене заштите болесника са МПС,
- пропуста у доступности терапије и медицинске заштите.